# 조니 로드리게스
조니 로드리게스(Johnny Rodriguez, 1951년 12월 10일 ~ 2025년 5월 9일)는 미국의 가수이다. 미국인과 멕시코 인의 혼혈인 그는 찰리 브라이드를 연상케 하는 목소리와 창법으로 인기가 높았다. 1972년 5월에 머큐리 레코드와 계약한 뒤 《사랑하지 않고는 참을 수 없다》를 스페인어와 영어를 섞어 불러 대중들의 인정을 받았다. 1973년에는 컨트리 뮤직 아카데미의 신인상을 획득했다. 대표작으로는 《유 올웨이즈 컴 백》, 《라이딩 마이 샘 투 멕시코》 등이 있다.